# 卡斯泰尔诺韦托
卡斯泰尔诺韦托（義大利語：Castelnovetto），是意大利帕维亚省的一个市镇。总面积18平方公里，人口656人，人口密度36.4人/平方公里（2009年）。国家统计（ISTAT）代码为018040。